# 최성 (1963년)
최성(崔星, 1963년 8월 10일~)은 대한민국의 정치인이다. 제17대 국회의원, 제8·9대 경기도 고양시장을 역임했다. 본관은 탐진이며, 광주광역시 출신이다.

## 생애
1963년 8월 10일 광주광역시에서 출생해 학강초, 동신중, 송원고를 졸업하고 고려대학교 정치외교학과를 학사 취득했다.
1989년 한국기독교사회문제 연구원 상임연구원으로 시작해 아태평화재단 책임연구위원을 역임하고 제15대 김대중대통령직인수위원회 전문위원을 걸쳐 김대중 정부시절 청와대 행정관을 역임했다. 그리고 그의 모교인 고려대학교 아시아문제연구소 연구교수로 재직해서 제16대 노무현대통령직인수위원회 자문의원을 역임하고 고양생활경제연구소 소장을 역임했다.
2004년 4월 열린우리당 후보로 17대 국회의원 선거에서 경기도 고양시 덕양구을에 출마해 당선되었다. 의정 기간 동안 열린우리당 원내부대표와 국회개혁 초선연대 대표간사,국회 남북교류협력의원모임 대표, 통일외교통상위원회 의원, 예산결산특별위원회 의원, 열린우리당 경기도당 정책위원장을 역임하였다.
2008년 4월 18대 국회의원 선거에서 통합민주당 후보로 출마를 했지만 한나라당 김태원 후보에게 패하며 낙선되었다. 그는 낙선후 덕양을 당협위원장, 민주당 정책위부의장, 민주당 경기도당 지방자치위원회 위원장, 노무현재단 자문위원, (사)한반도 평화경제연구원 원장과(사)세계경제인네트워크 회장을 역임하였다.
2010년 6월 2일에 실시된 제5회 전국동시지방선거 경기도 고양시장 선거에서 민주당 후보로 출마해 3선에 도전했던 한나라당 후보인 강현석 후보를 꺾고 민선5기 고양시장에 당선되었다.
이후 2014년 6월 4일에 제6회 지방선거에서 새누리당 후보이자 전직 시장인 강현석 후보와 재대결을 벌인 끝에 또 다시 강현석 후보를 꺾고 재선에 성공하였다.
2017년 1월 26일 제19대 대통령선거 더불어민주당 경선에 예비후보로 가장 먼저 등록하고 출마를 선언하였다.
더불어민주당 제19대 대통령후보 선출을 위한 경선 결과, 최성 고양시장은 0.3%의 득표율을 얻은 것으로 나타났다. 경선 투표에 참가한 총 투표자 164만2640명의 표(투표율 76.6%) 중에서 최 시장이 확보한 득표수는 4943표에 그쳤다.
2018년 1월 31일 제7회 전국동시지방선거 경기도 고양시장 더불어민주당 경선 예비후보로 등록하고 출마를 선언하였다. 경기도당 공천 심사에서 이재준에 밀려 탈락하였다.
친형은 최진 대통령리더십연구원 원장으로 20대 총선 당시 광주 동·남 갑에 더불어민주당 후보로 출마했으나, 현역 장병완에 패해 낙선한 바 있다.

## 상훈
- 2004~06년 3연속 국정감사 우수위원
- 2005년 국제인명센터 '올해의 국제전문가' 선정
- 2006 미국 인명연구소 국제평화상

## 역대 선거 결과
|  | 50.60% |

|  | 43.51% |

|  | 54.44% |

|  | 51.36% |

## 같이 보기
- 고양시 덕양구 을
- 고양시 덕양구의 국회의원
- 고양시장